# Triada Becka
Triada Becka (ang. Beck’s triad) – zespół trzech charakterystycznych objawów klinicznych towarzyszących tamponadzie serca, na który składają się:
- nadmierne wypełnienie żyły szyjnej zewnętrznej,
- hipotensja,
- stłumienie tonów serca[1].

Eponim honoruje Claude'a Schaeffera Becka (1894-1971), który opisał tę triadę w 1935 roku.